# Île Stephenson
Pour les articles homonymes, voir Stephenson.
L'île Stephenson (en danois : Stephenson Ø) est une île inhabitée située dans le fjord Victoria en mer de Lincoln au Groenland dans l'océan Arctique.

## Géographie
Elle est située au large de la côte nord du comté d'Avannaa, entre Nares Land à 13 km à l'est et la péninsule de Wulff Land (en) à 6 km à l'ouest.

## Histoire
Elle a été nommée en l'honneur d'Alfred Stephenson.